# Henry Edward Manning
Henry Edward Manning (Totteridge, 15 luglio 1808 – Londra, 14 gennaio 1892) fu un pastore della Chiesa anglicana che si convertì al cattolicesimo romano, divenne arcivescovo di Westminster, carica che tenne dal 1865 fino alla sua morte nel 1892, per poi essere nominato cardinale nel 1875. Esponente dell'ala ultramontanista del cattolicesimo inglese, Manning si oppose ai progetti pastorali e teologici di John Henry Newman, suo amico durante gli anni del Movimento di Oxford. Instancabile pastore della sua arcidiocesi, si prodigò in numerose opere di carattere sociale e pastorale.

## Biografia

### Giovinezza
Manning nacque il 15 luglio 1808 nella casa di suo nonno, Copped Hall, nella località di Totteridge, Barnet, terzo e più giovane figlio di William Manning. Il padre era un commerciante della West India, che servì come direttore e, tra il 1812 e il 1813, come governatore della Banca d'Inghilterra e sedette anche per trent'anni in parlamento, rappresentando gli interessi tory di Plympton Earle, Lymington, e successivamente di Evesham e di Penryn. La madre di Manning, Mary (morta nel 1847), figlia di Henry Leroy Hunter, di Beech hill, e sorella di Sir Claudius Stephen Hunter, 1° baronetto, veniva da una famiglia che si diceva essere di estrazione italiana o francese.
Manning trascorse la sua infanzia soprattutto a Coombe Bank, a Sundrige nel Kent, dove ebbe per compagni Charles Wordsworth e Christopher Wordswort, più tardi vescovi, rispettivamente, di St. Andrewus e di Lincoln. Frequentò l'Harrow School (1822–1827) durante il periodo in cui fu preside George Butler, ma non ottenne segni distintivi oltre a giocare per due anni nel cricket e a compiere altri esercizi sportivi. Comunque, ciò non dimostrò essere un impedimento per la sua carriera accademica. Manning si immatriclò nel Balliol College di Oxford nel 1827 e presto si fece notare come critico presso l'Oxford Union, dove William Ewart Gladstone gli succedette come presidente nel 1830. In quell'anno aveva ambizioni di carriera politica, ma suo padre aveva sostenuto pesanti perdite finanziarie e in queste circostanze, essendosi laureato con il massimo dei voti nel 1830, ottenne nel 1831, grazie agli uffici di Frederick John Robinson, 1° Visconte Goderich, un posto nella Segreteria di Stato per le Colonie. Manning consegnò le sue dimissioni da questa posizione nel 1832, essendo i suoi obiettivi mirati ad una carriera ecclesiastica sotto le influenze degli evangelicals, tra i quali v'era l'amico Favell Lee Mortimer, che lo colpì profondamente per tutta la vita.

### Sacerdote anglicano

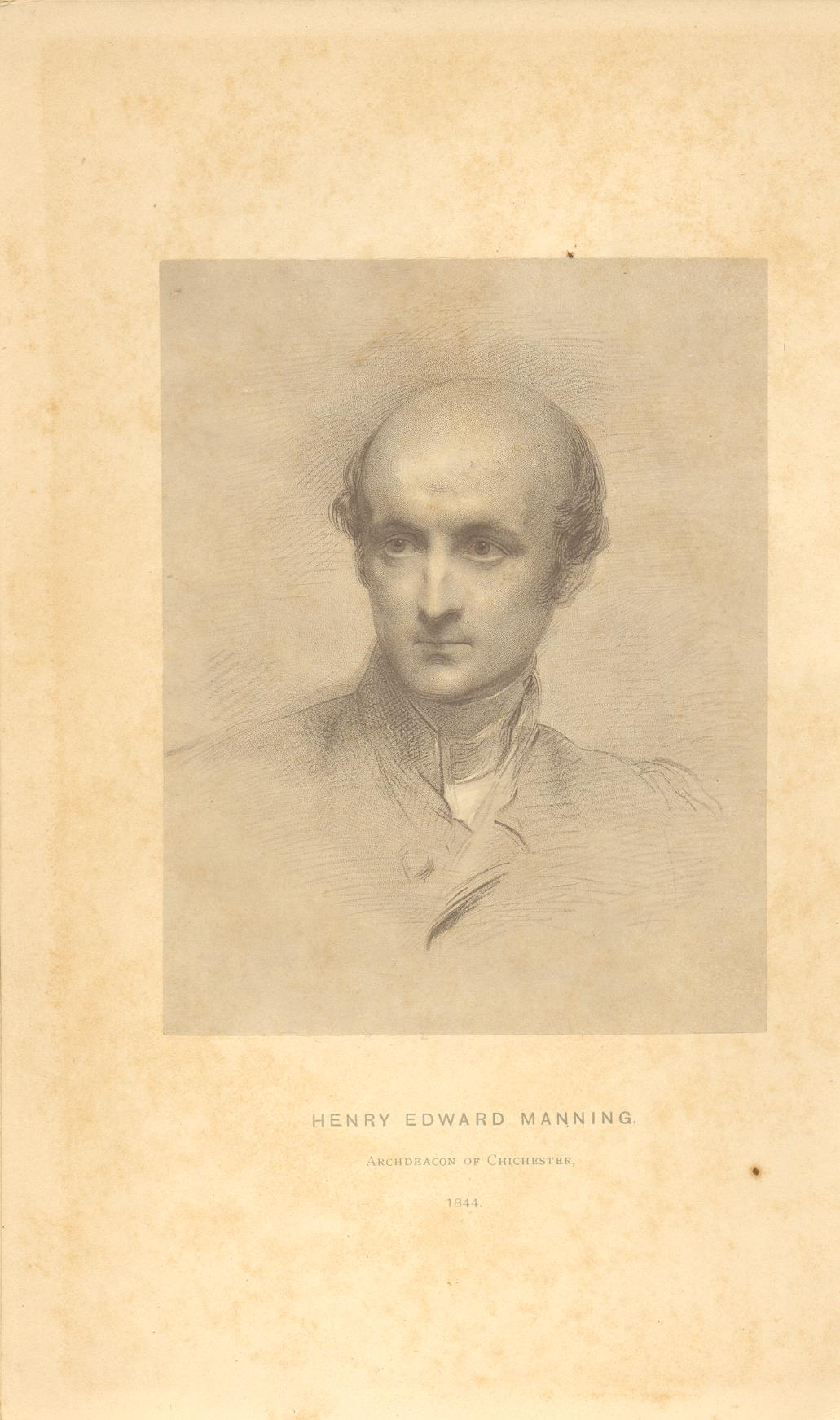
Manning nel 1844

Ritornato a Oxford nel 1832, vinse l'elezione come fellow del Merton College e ricevette l'ordinazione diaconale nella Chiesa anglicana. Nel gennaio del 1833 divenne curato presso John Sargent, rettore di Lavington-with-Graffham, nel West Sussex. Nel maggio 1833, in seguito alla morte di Sargent, Manning gli succedette come rettore grazie al sostegno della madre di Sargent.
Manning si sposò con Caroline, la figlia di John Sargent, il 7 novembre 1833, in una cerimonia officiata dal cognato della sposa, il reverendo Samuel Wilberforce, più tardi vescovo di Oxford e di Winchester. Il matrimonio di Manning non durò a lungo: la sua giovane e bellissima sposa veniva da una famiglia di tubercolotici e morì senza figli il 24 luglio 1837. Quando Manning morì molti anni dopo, dopo essere stato per decenni un sacerdote cattolico,  fu trovato un medaglione contenente la foto di sua moglie su una catena che il prelato portava al collo. Benché egli non possa  essere riconosciuto come discepolo di John Henry Newman, l'influenza di quest'ultimo significò una conversione in senso conservatore delle idee teologiche di Manning il quale, nel suo sermone Rule of Faith, dichiarò la sua alleanza con il Movimento di Oxford.
Nel 1838 assunse un ruolo guida nel movimento per l'educazione ecclesiastica, grazie al quale furono istituite commissioni diocesane in tutto il paese; e scrisse una lettera aperta al suo vescovo per criticare la recente nomina della commissione ecclesiastica. Nel dicembre di quell'anno fece la sua prima visita a Roma e andò a trovarvi Nicholas Wiseman in compagnia di Gladstone.
Il 30 dicembre 1840 Philiph Shuttleworth, vescovo di Chichester, nominò Manning arcidiacono di Chichester, dove egli iniziò una visita personale di ciascuna parrocchia entro il distretto, completando l'incarico nel 1843. Nel 1842 pubblicò un trattato, il The Unity of the Church, e la sua reputazione come eloquente e onesto predicatore si era fatta da allora considerevole. Nello stesso anno fu nominato come predicatore scelto dalla sua università, venendo perciò chiamato a riempire di tanto in tanto il pulpito che Newman, come vicario di St. Mary's, stava cessando di occupare. Quatro volumi dei Sermoni di Manning apparvero tra gli anni 1842 e il 1850. Nel 1844 il suo ritratto fu dipinto da George Richmond, e nello stesso anno pubblicò un volume dei sermoni universitari, omettendone quello sul Gunpowder Plot. Questo sermone aveva infastidito Newman e i suoi più vicini discepoli, ma era una prova che a quella data Manning era leale alla Chiesa anglicana.
La conversione al cattolicesimo di Newman nel 1845 pose Manning in una posizione di responsabilità ancor più grande, essendo uno dei leader della High Church, insieme ad Edward Bouverie Pusey, John Keble and Marriott; ma era soprattutto con Gladstone e James Robert Hope-Scott che egli, a quel tempo, era soprattutto legato.

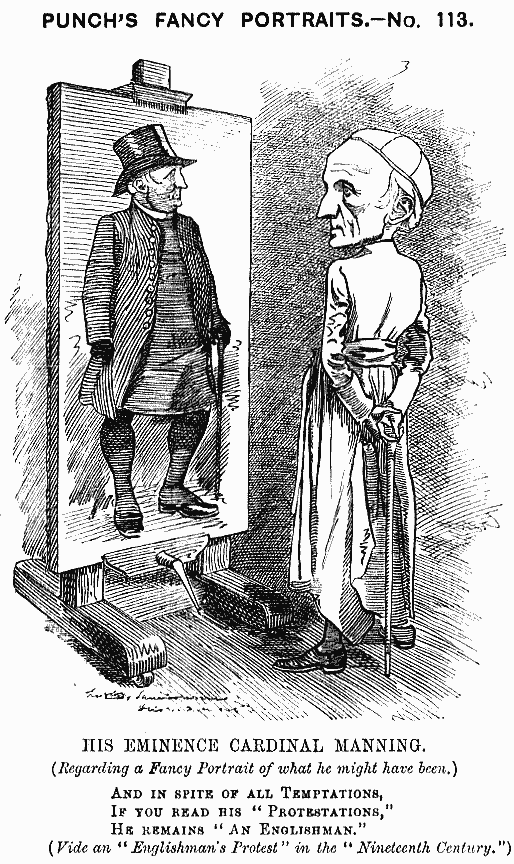
Caricatura del 1882 ad opera di Punch

### La conversione al cattolicesimo e la scalata della gerarchia ecclesiastica

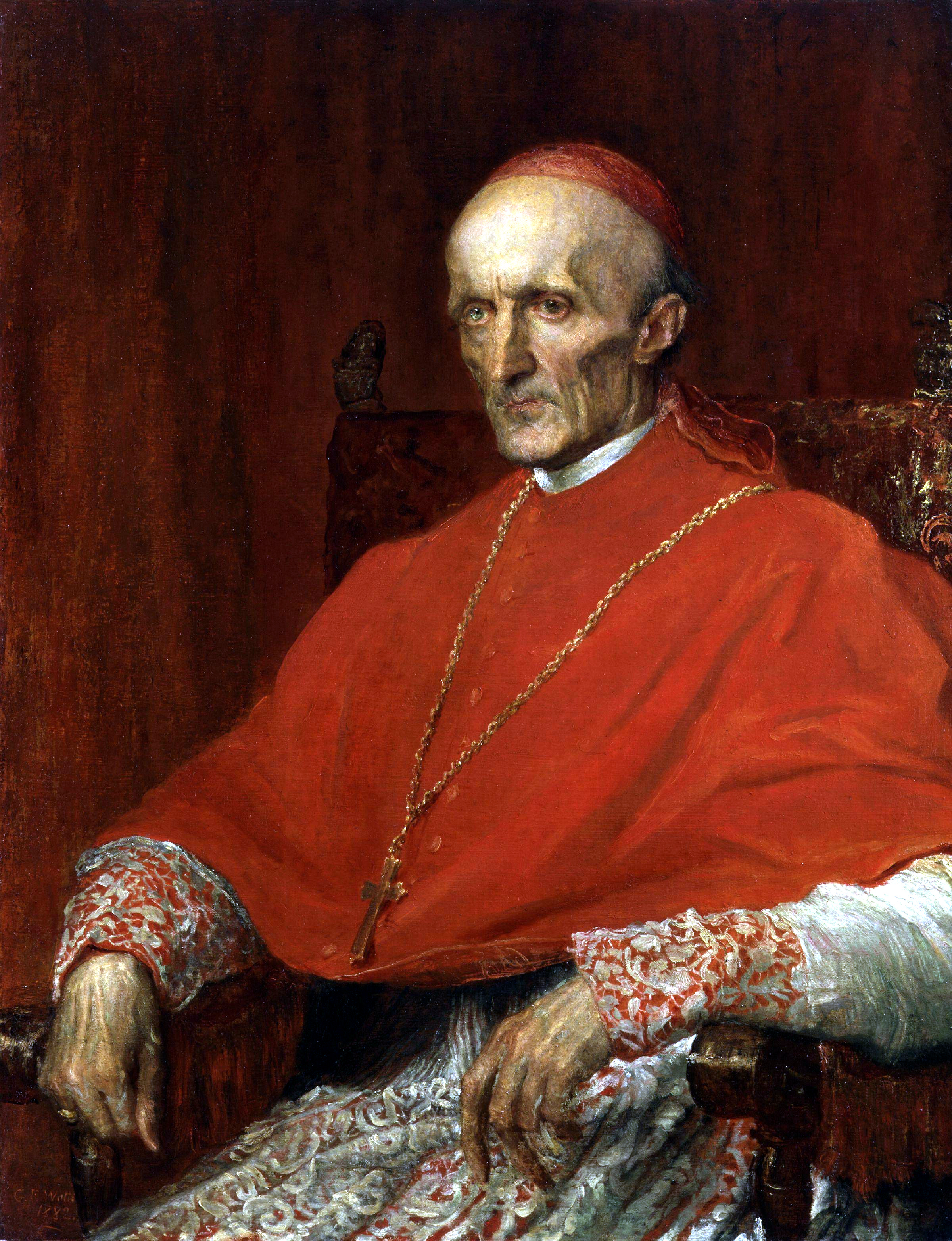
Ritratto di Henry Edward Manning, opera di George Frederic Watts del 1882, presso la National Portrait Gallery a Londra

La fede di Manning nell'anglicanesimo fu sconvolta nel 1850 quando, nel così soprannominato Gorham judgement, il Concilio Privato ordinò alla Chiesa d'Inghilterra di istituire un ecclesiastico di stampo evangelico che negasse che il sacramento del battesimo avesse una funzione rigenerativa. Il rifiuto di ciò era per Manning e per molti altri una grave eresia, che contraddiceva la chiara tradizione della Chiesa Cristiana a partire dai Padri della Chiesa in avanti. Che una corte secolare avesse il potere di forzare la Chiesa d'Inghilterra ad accettare qualcuno che avesse un'opinione così eterodossa provò Manning a tal punto che questi considerò la Chiesa anglicana, lungi dall'essere un'istituzione divinamente creata, una creazione umana del Parlamento. Il 6 aprile del 1851 Manning fu accolto nella Chiesa Cattolica e non molto tempo dopo, il 14 giugno 1851, fu ordinato come sacerdote. Date le sue grandi abilità e la fama precedente, Manning scalò velocemente la gerarchia ecclesiastica, succedendo a Wiseman come arcivescovo di Westminster nel 1865. Dieci anni più tardi verrà nominato cardinale da Pio IX col titolo dei Santi Andrea e Gregorio al Monte Celio, partecipando in questa veste al conclave del 1878 da cui uscirà eletto Leone XIII.

### Arcivescovo di Westminster

#### L'attività sociale e pastorale

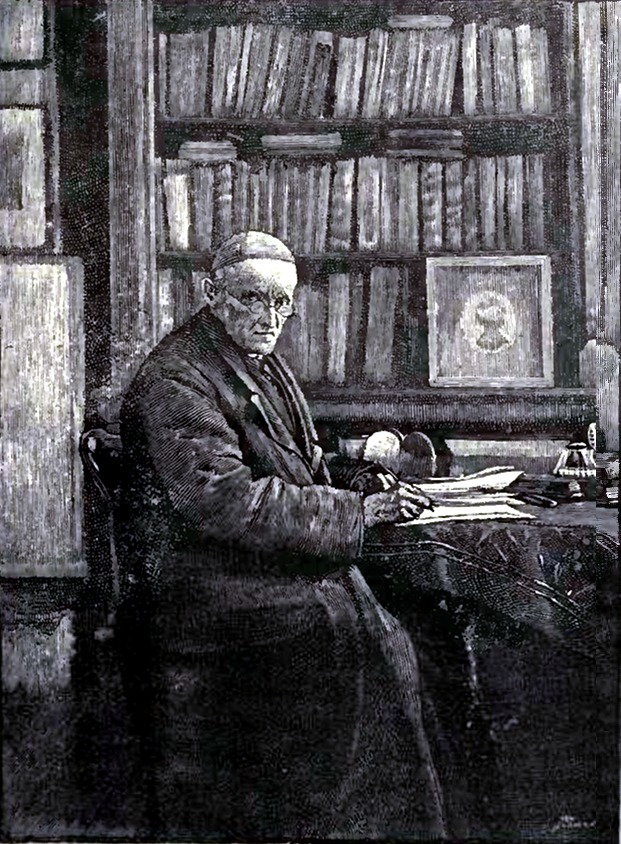
Manning a 83 anni di età

Tra i suoi successi come capo della Chiesa cattolica in Inghilterra vi furono l'acquisizione del luogo per la Cattedrale di Westminster e una grande espansione del sistema educativo cattolico, che comprendeva l'istituzione del Catholic University College, un'università di breve durata (1874-1878) che si trovava a Kensington. Manning era molto influente nell'indirizzare la Chiesa Cattolica. Le sue forti relazioni con papa Pio IX e le sue visioni ultramontaniste gli fecero guadagnare la fiducia del Vaticano, benché «fosse stato ordinato che trascorresse i suoi ultimi anni in Inghilterra, e che dovesse far rimanere fuori la sua influenza in Vaticano nella gestione politica della Chiesa di Roma». Manning usò questo stato di favori per promuovere una visione moderna della giustizia in senso cattolico. Queste visioni erano esposte nell'enciclica di Leone XIII Rerum Novarum, che segna l'inizio dell'insegnamento cattolico sulla giustizia sociale. Manning fu determinante nello scoppio dello sciopero di Londra del 1889 per volere di Margaret Harkness. Ebbe inoltre un significativo ruolo nella conversione di figure notevoli che includevano Elizabeth Belloc, la madre del famoso scrittore britannico Hilaire Belloc, sui quali l'insegnamento di Manning ebbe una profonda influenza.

#### Le posizioni teologiche e il contrasto con Newman
Manning era tra i più forti sostenitori della dottrina dell'infallibilità papale, a dispetto di Newman il quale credeva in tale dottrina ma riteneva che non fosse prudente formularla come dogma in quel tempo. I rapporti tra l'arcivescovo di Westminster e l'oratoriano si erano fatti notevolmente freddi a causa delle posizioni di quest'ultimo, il quale desiderava dare maggiore libertà di azione ai laici all'interno della Chiesa rispetto alle direttive del clero, in netta opposizione alla pastorale di Manning, fortemente dirigenziale e clericale. I contrasti fra i due apparvero già l'indomani della pubblicazione del capolavoro spirituale e letterario di Newman, l'Apologia Pro Vita Sua (1864) a causa delle divergenze d'opinione su come rapportare la fede con il mondo contemporaneo, e continuarono negli anni successivi, come durante il Concilio Vaticano I (1870), in cui i due uomini presero posizioni diverse riguardo al dogma dell'infallibilità pontificia. Manning tentò addirittura di sabotare la nomina a cardinale dell'avversario nel 1879 ad opera del nuovo pontefice Leone XIII, fallendo. Soltanto negli ultimi anni Manning e Newman si riconciliarono, tanto che l'elogio funebre di quest'ultimo fu tenuto proprio dall'arcivescovo di Westminster il quale, riconosciuta la grandezza dell'avversario, dichiarò: «abbiamo perso il nostro più grande testimone della fede, e tutti noi siamo più poveri e più piccoli per la perdita».

### Morte
Manning morì il 14 gennaio 1892, suscitando un vasto compianto da parte dei poveri di Londra che tanto avevano beneficiato della sua carità. Ricevette una sepoltura formale al cimitero cattolico di St Mary a Kensal Green. Alcuni anni dopo i suoi resti furono trasferiti nella cripta della Cattedrale di Westminster appena completata.

## Opere
- Rule of Faith (1839)
- Unity of the Church (1842)
- A charge delivered at the ordinary visitation of the archdeaconry of Chichester in July (1843)
- Sermons 4 vols. (1842–1850)
- The Present Crisis of the Holy See (1861)
- The Glories of the Sacred Heart (1876)
- The Eternal Priesthood (1883)

## Genealogia episcopale e successione apostolica
La genealogia episcopale è:
- Cardinale Scipione Rebiba
- Cardinale Giulio Antonio Santori
- Cardinale Girolamo Bernerio, O.P.
- Arcivescovo Galeazzo Sanvitale
- Cardinale Ludovico Ludovisi
- Cardinale Luigi Caetani
- Cardinale Ulderico Carpegna
- Cardinale Paluzzo Paluzzi Altieri Degli Albertoni
- Cardinale Gaspare Carpegna
- Cardinale Fabrizio Paolucci
- Cardinale Francesco Barberini
- Cardinale Annibale Albani
- Cardinale Federico Marcello Lante Montefeltro della Rovere
- Vescovo Charles Walmesley, O.S.B.
- Vescovo William Gibson
- Vescovo John Douglass
- Vescovo William Poynter
- Vescovo Thomas Penswick
- Vescovo John Briggs
- Arcivescovo William Bernard Ullathorne, O.S.B.
- Cardinale Henry Edward Manning

La successione apostolica è:
- Vescovo James Chadwick (1866)
- Vescovo James Danell (1871)
- Cardinale Herbert Alfred Henry Vaughan (1872)
- Vescovo William Weathers (1872)
- Vescovo Bernard O’Reilly (1873)
- Arcivescovo Roger William Bede Vaughan, O.S.B. (1873)
- Vescovo John Cuthbert Hedley, O.S.B. (1873)
- Arcivescovo Francis Mary Redwood, S.M. (1874)
- Arcivescovo Edward Gilpin Bagshawe, C.O. (1874)
- Vescovo Edmund Knight (1879)
- Vescovo Richard Lacy (1879)
- Vescovo James Laird Patterson (1880)
- Vescovo Gonzalo Canilla (1881)
- Vescovo John Vertue (1882)
- Vescovo John Edmund Luck, O.S.B. (1882)
- Vescovo John William Bewick (1882)
- Vescovo Anthony Gaughren, O.M.I. (1886)